# 布拉格定律
在物理學中，布拉格定律給出晶格的相干及不相干散射角度。當X射線入射於原子時，跟任何電磁波一樣，它們會使電子雲移動。電荷的運動把波動以同樣的頻率再發射出去（會因其他各種效應而變得有點模糊）；這種現象叫瑞利散射（或彈性散射）。散射出來的波可以再相互散射，但這種進級散射在這裏是可以忽略的。當中子波與原子核或不成對電子的相干自旋進行相互作用時，會發生一種與上述電磁波相近的過程。這些被重新發射出來的波來相互干涉，可能是相長的，也可能是相消的（重疊的波某程度上會加起來產生更強的波峰，或相互消抵），在探測器或底片上產生繞射圖樣。而所產生的波干涉圖樣就是繞射分析的基本部份。這種解析叫布拉格繞射。 
布拉格繞射（又稱X射線繞射的布拉格形式），最早由威廉·勞倫斯·布拉格及威廉·亨利·布拉格於1913年提出，他們早前發現了固體在反射X射線後產生的晶體線（與其他物態不同，例如液體），而這項定律正好解釋了這樣一種效應。他們發現，這些晶體在特定的波長及入射角時，反射出來的輻射會形成集中的波峰（叫布拉格尖峰）。布拉格繞射這個概念同樣適用於中子繞射及電子繞射  。中子及X射線的波長都於原子間距離(~150 pm)相若，因此它們很適合在這種長度作“探針”之用。

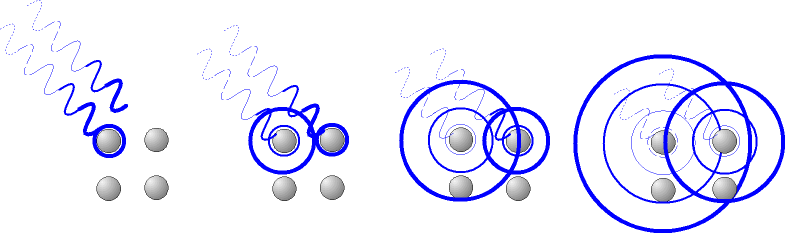
X射線與一晶體內原子的相互作用。

威廉·勞倫斯·布拉格使用了一個模型來解釋這個結果，模型中晶體為一組各自分離的平行平面，相鄰平面間的距離皆為一常數d。他的解釋是，如果各平面反射出來的X射線成相長干涉的話，那麼入射的X射線經晶體反射後會產生布拉格尖峰。當相位差為2π及其倍數時，干涉為相長的；這個條件可經由布拉格定律表示：
{\displaystyle n\lambda =2d\sin \theta \!}
其中n為整數，λ為入射波的波長，d為原子晶格內的平面間距，而θ則為入射波與散射平面間的夾角。注意移動中的粒子，包括電子、質子和中子，都有對應其速度及質量的德布羅意波長。

根據 推導，相位差會導致相長（圖左）或相消（圖右）干涉。

布拉格定律由物理學家威廉·勞倫斯·布拉格爵士於1912年推導出來，並於1912年11月11日首度於劍橋哲學會中發表。儘管很簡單，布拉格定律確立了粒子在原子大小下的存在，同時亦為晶體研究提供了有效的新工具──X射線及中子繞射。威廉·勞倫斯·布拉格及其父，威廉·亨利·布拉格爵士獲授1915年諾貝爾物理學獎，原因為晶體結構測定的研究，他們測定了氯化鈉、硫化鋅及鑽石的結構。 他們是唯一一隊同時獲獎的父子隊伍，而威廉·勞倫斯·布拉格時年25歲，因此成了最年輕的諾貝爾獎得主。

## 布拉格條件

圖為布拉格繞射。兩束相同波長及相的輻射，向着固態晶體前進，最後被裏面的兩個原子所散射出去。下面的束被散射後，比上面的束多行了 的距離。當這個距離等於輻射波長的倍數時，散射後的兩束輻射就會產生相長干涉。

當電磁輻射或亞原子粒子波的波長，與進入的晶體樣本的原子間距長度相若時，就會產生布拉格繞射，入射物會被系統中的原子以鏡面形式散射出去，並會按照布拉格定律所示，進行相長干涉。對於晶質固體，波被晶格平面所散射，各相鄰平面間的距離為d。當被各平面散射出去的波進行相長干涉時，它們的相位依然相同，因此每一波的路徑長度皆為波長的整數倍。進行相長干涉兩波的路徑差為{\displaystyle {\begin{smallmatrix}2d\sin \theta \end{smallmatrix}}}，其中{\displaystyle {\begin{smallmatrix}\theta \end{smallmatrix}}}為散射角。由此可得布拉格定律，它所描述的是晶格中相鄰晶體平面（由米勒指數h、k及l 標記），產生相長干涉的條件 ：
{\displaystyle 2d\sin \theta =n\lambda \!}，
其中n為整數，按各項參數大小而定，而λ則為波長。通過量度散射後入射波的強度，並將之表示成入射角的函數，可得干涉圖樣。在干涉圖樣中，當散射波滿足布拉格條件，就會產生非常強的強度，它們叫布拉格尖峰。

## 倒空間
儘管很多人都以為布拉格定律量度的是實空間中的原子距離，但事實並不是這樣的。在布拉格實驗中，只有在量度的距離與晶格圖中的d成反比時，第一陳述才似乎會是正確的。而且，從布拉格定律的{\displaystyle n\lambda }項，可以看出定律量度兩排原子間到底能放多少個波長，因此它所量度的是倒距離。倒晶格向量描述的是某組晶格平面，它是這組平面的法向量，其長度為{\displaystyle G=2\pi /d}。馬克斯·馮·勞厄用向量形式正確地詮釋了倒晶格向量，並得出以他命名的勞厄方程式：
{\displaystyle {\vec {G}}\ =\ {\vec {k_{f}}}\ -\ {\vec {k_{i}}}}
其中{\displaystyle {\vec {G}}}為倒晶格向量，而{\displaystyle {\vec {k_{f}}}}及{\displaystyle {\vec {k_{i}}}}為入射及繞射束的波向量。
彈性散射條件{\displaystyle |k_{f}|=|k_{i}|}，及散射角{\displaystyle 2\theta }與上式結合後，基本上與布拉格方程等效。這是因為動量轉移守恆的緣故。在這個系統中，其掃掠變量可以是長度、入射方向或出射波向量，其中波向量與系統中的能量及角度彌散有關。繞射角與Q空間的關係可用一簡單的式子表示：
{\displaystyle Q={\frac {4\pi \sin \left(\theta \right)}{\lambda }}}。
倒晶格是一晶格的傅立葉空間，在晶格上應用完整的波動力學時，這個概念是不可或缺的。

## 另一種推導

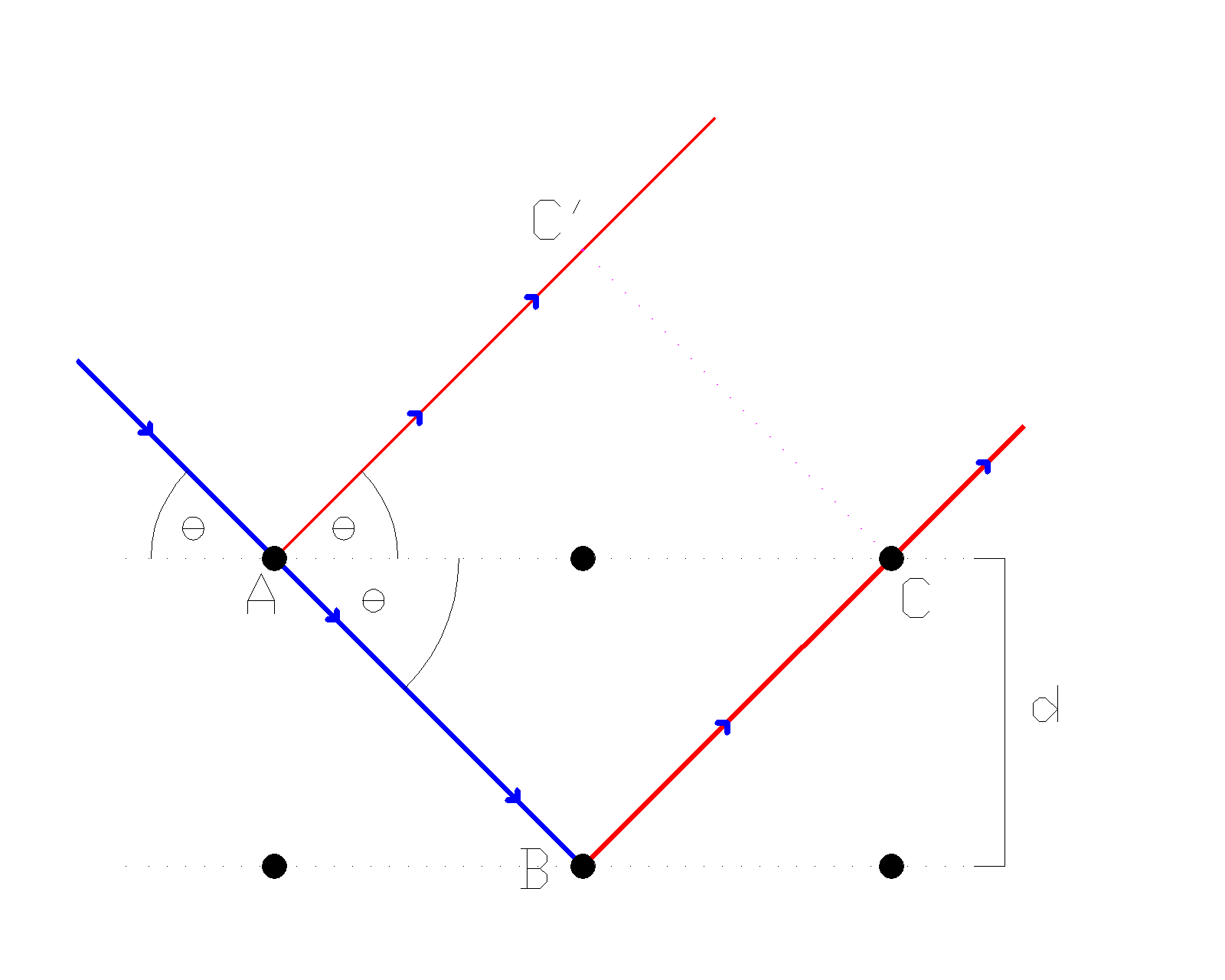

設一單色波（任何種類），進入一組對齊的平面晶格點，其平面間距為{\displaystyle d}，入射角為{\displaystyle \theta }，如右圖所示。波被晶格點A反射後會沿AC'行進，而沒有被反射的波則沿AB繼續行進，被晶格點B反射後路徑為BC。AC'與BC間存在路徑差，表達式為
{\displaystyle (AB+BC)-(AC')}。
只有在路徑差等於波長的整數倍時，這兩股分開的波，在到達某一點時，會是同相位的，才會因此產生相長干涉，故相長干涉的產生條件為
{\displaystyle (AB+BC)-(AC')=n\lambda }，    （需要為C'下定義）
其中{\displaystyle n}與{\displaystyle \lambda }的定義同上。
從上圖可見，
{\displaystyle AB=BC={\frac {d}{\sin \theta }}\,} 且 {\displaystyle AC={\frac {2d}{\tan \theta }}}，
由此可得，
{\displaystyle AC'=AC\cdot \cos \theta ={\frac {2d}{\tan \theta }}\cos \theta =\left({\frac {2d}{\sin \theta }}\cos \theta \right)\cos \theta ={\frac {2d}{\sin \theta }}\cos ^{2}\theta }。
組合上述各式，得
{\displaystyle n\lambda ={\frac {2d}{\sin \theta }}(1-\cos ^{2}\theta )={\frac {2d}{\sin \theta }}\sin ^{2}\theta }，
簡化後可得：
{\displaystyle n\lambda =2d\sin \theta }，
即布拉格定律。

## 膠體晶體的布拉格可見光散射
膠體晶體為一種非常有序的粒子陣列，可以在大範圍內形成（長度從幾微米到幾毫米不等），而且可被看作原子及分子晶體的類比。球狀粒子的週期性陣列，會形成出相似的空隙陣列，而這種陣列可被用作可見光的繞射光柵，尤其是當空隙與入射波長為同一數量級的時候。
因此，科學家們在很多年前就發現了，由於相斥庫侖相互作用的關係，水溶液中的帶電荷高分子，會表現出大範圍的類晶體相互關聯，當中粒子間距一般會比粒子直徑要大得多。在自然的所有這種例子中，都可到看到一樣的漂亮構造色（或晃動的色彩），這都可以歸功於可見光波的相長干涉，而此時光波會滿足布拉格條件，跟結晶固體的X射線繞射類似。

## 選擇定則與實驗晶體學
就跟上文提過的那樣，布拉格定律可用於計算某立方晶系的晶格間距，關係式如下：
{\displaystyle d={\frac {a}{\sqrt {h^{2}+k^{2}+l^{2}}}}}
其中{\displaystyle a}為立方晶體的晶格間距，而{\displaystyle h}、{\displaystyle k}及{\displaystyle l}則為布拉格平面的密勒指數，將上式與布拉格定律結合可得：
{\displaystyle \left({\frac {\lambda \ }{2a}}\right)^{2}={\frac {\sin ^{2}\theta \ }{h^{2}+k^{2}+l^{2}}}}。
我們可以推導出各種不同立方布拉菲晶格的密勒指數選擇定則；以下是其種幾種晶格的選擇定則。
| 布拉菲晶格 | 化合物例子                             | 可行反射                         | 不可行反射                   |
| ---------- | -------------------------------------- | -------------------------------- | ---------------------------- |
| 簡單立方   | 釙、氯化鉀                             | 任何h、k、l                      | 無                           |
| 體心立方   | 鐵、鎢、鉭、鉻                         | h + k + l 為偶數                 | h + k + l 為奇數             |
| 面心立方   | 銅、鋁、鎳、氯化鈉、氫化鋰、硫化鉛     | h、k、l皆為奇數或偶數            | h、k、l當中有奇數也有偶數    |
| 金刚石型   | 硒化鋅、氯化銅、碘化銀、氟化銅、硅、鍺 | 皆為奇數，或皆為偶數且h+k+l = 4n | 同上，或皆為偶數但h+k+l ≠ 4n |
| 三角点阵   | 鈦、鋯、鎘、鈹                         | l為偶數或h + 2k ≠ 3n             | l為奇數且h + 2k = 3n         |

這些選擇定則可用於對應晶體結構下的任何晶體。儘管氯化鈉呈現面心立方的結構，但是由於氯離子跟鈉離子的大小相近，因此繞射圖樣實質上跟簡單立方結構一致，只是各項晶體參數都小了一半。其他結構的選擇定則可在各種相關的參考文獻中找到，也可以自行推導出來。

## 另見
- 晶格
- 繞射
- 分散式布拉格反射器
- 光纖布拉格光柵（英语：Fiber Bragg grating）
- 亨德森極限（英语：Henderson limit）
- 繞射的動力學理論（英语：Dynamical theory of diffraction）
- 勞厄方程式
- 粉末繞射（英语：Powder diffraction）
- 結構因子
- 威廉·勞倫斯·布拉格
- X射線晶體學
- 奥古斯特·布拉菲
  - 布拉菲晶格

## 延伸閱讀
- Neil W. Ashcroft and N. David Mermin, Solid State Physics (Harcourt: Orlando, 1976).
- Bragg, W.L. . Proceedings of the Cambridge Philosophical Society. 1913, 17: 43–57.

## 外部連結
- 1915年諾貝爾物理學獎 （页面存档备份，存于）
- http://www.citycollegiate.com/interference_braggs.htm （页面存档备份，存于）
- https://web.archive.org/web/20100421231804/http://srs.dl.ac.uk/station/9.4/diffraction-selection-rules.htm
- http://www.physics.uoguelph.ca/~detong/phys3510_4500/xray.pdf （页面存档备份，存于）